# رباط انارستان
رباط انارستان مربوط به دوره صفوی است و در شهرستان اردکان، بخش عقدا، روستای نارستان واقع شده و این اثر در تاریخ ۲۵ اسفند ۱۳۷۹ با شمارهٔ ثبت ۳۶۱۹ به‌عنوان یکی از آثار ملی ایران به ثبت رسیده است.